# Juli Salvador i Valls
Juli Salvador i Valls (Barcelona, 1906 - 1974) va ser un director i guionista de cinema català. El 1950 va dirigir Apartado de correos 1001, un thriller molt ben rebut a l'època, amb guió d'Antonio Isasi Isasmendi i Juli Coll. Iniciadora del cinema negre barceloní, és avui una pel·lícula quasi de culte, amb sòlid argument, nombroses imatges de la ciutat i una antològica seqüència final a les atraccions Apolo. Conrado San Martín n'és l'actor protagonista. Direcció de Fotografia de Federico G. Larraya.

## Biografia
El 1944 fou contractat per Emisora Films com a ajudant de direcció i, en alguns casos, de guionista no acreditat en produccions d'Ignasi F.Iquino: Cabeza de hierro (1944); ¡Culpable! (1945), i Aquel viejo molino (1946). Entremig debutà com a director amb la comèdia Se le fue el novio (1945). Per a la mateixa productora també realitzà el film més important de la seva carrera, Apartado de Correos 1001 (1950), títol canònic del cinema policíac barceloní. El 1954 creà, amb l'actor Conrado San Martín, la productora Laurus Films, per a la qual feu el mateix any Lo que nunca muere i Sin la sonrisa de Dios / Senza sorriso. De la resta de la seva filmografia, sovintegen comèdies com ara Ya tenemos coche (1958); La boda era a las doce (1962) i ¡Arriba las mujeres! (1964), o films policíacs com ara Duda (1951); la coproducció Contraband (Contrabando / Contraband Spain, 1954, amb Lawrence Huntington); Han matado un cadáver (1960), i la coproducció ¡Llaman de Jamaica, Mr. Ward! / Hallò, Ward... e furono vacanze di sangue (1967). Col·laborà també com a guionista a Parque de Madrid (1958, Enrique Caben Salaveny); El mercenari (El mercenario / L'ultimo mercenario / Die grosse Treibjagd, 1968, Dieter Müller), i El secreto de la momia egipcia / La Sang des autres (1972, Alexandre Martí i Gelabert).

## Filmografia

### Com a director
- 1945 – Se le fue el novio
- 1950 – Apartado de correos 1001
- 1954 – Lo que nunca muere
- 1955 – Contrabando
- 1955 – Sin la sonrisa de Dios
- 1957 – Juanillo, papá y mamá
- 1958 – Ya tenemos coche
- 1963 – La boda era a las doce
- 1965 – ¡Arriba las mujeres![3]
- 1973 – La tumba de la isla maldita

### Com a guionista
- 1957 – Juanillo, papá y mamá[4][5]

## Fons personal
El seu fons personal es conserva a la Filmoteca de Catalunya. Es tracta d'un fons de 957 fotografies. Les imatges va estar en mans del seu productor fins que van arribar a la Filmoteca, tot i que es desconeix la data del seu ingrés. La gran majoria d'imatges són dels films que va fer Juli Salvador, tant en la seva faceta de director com d'ajudant de direcció i són el testimoni del cinema fet a l'estat Espanyol entre 1934 i 1968. El fons ha estat organitzat en dos blocs: professional i personal. L'apartat Professional consta d'imatges tant de l'època que va fer d'ajudant de director com de l'època que va fer de director. La gran majoria de les imatges són de rodatge, tot i que també hi ha fotogrames dels films. El segon apartat, el personal, inclou una sèrie de fotos personals de Juli Salvador. També inclou imatges de la seva família, però no estan identificades. Hi ha quatre fotos d'una visita de Xavier Cugat, amb l'actriu Abbe Lane, també hi ha algunes fotos del germà de Juli Salvador, Jaime Salvador que va treballar molts anys com a director a Mèxic.